# Дрест VIII
Дрест VIII (англ. Drest VIII) — король пиктов в 780—781 годах. На пиктском языке его имя звучало как Дрест мак Талорган (гэльск. Drust mac Talorgan).

## Биография
Согласно списку A «Пиктской хронике», Дрест был королём пиктов 4 или 5 лет. В то же время, в списке B «Питкской хроники» указано, что он правил всего год.
Историк Джеймс Фрейзер считает Дреста сыном погибшего в 750 году Талокрана мак Фергуса, брата королей Энгуса I и Бруде V. По его мнению, Пиктское королевство, после смерти в 780 году короля Альпина II разделилось на несколько частей, которыми управляли двое или королей: сын Энгуса I Талоркан II (умер в 782) и его двоюродный брат Дрест VIII. Кроме того, историк полагает, что мог быть и третий король, занимавший, возможно, подчинённое положение — Фергюс, брат короля Аэда Финда. Фрейзер отмечает, что нет никаких причин полагать, чтобы двоюродные братья были откровенно враждебны друг другу, а совместное правление для пиктов было в порядке вещей: ранее подобный раздел королевства происходил в 724 году.
Преемником Дреста в списке B «Пиктской хроники» показан Талоркан, сын Дрестана, правивший 4 или 5 лет.